# Hawkair
Hawkair war eine kanadische  Fluggesellschaft mit Firmensitz in Terrace in British Columbia. 

## Geschichte
Die Fluggesellschaft wurde im Jahr 1994 als Luftfrachtunternehmen in Terrace gegründet. Im Jahr 2000 wurde die erste planmäßige Passagierflugverbindung zwischen Vancouver und Terrace eingerichtet. 
Im November 2016 stellte Hawkair den Betrieb ein.

## Flugziele
Die Fluggesellschaft bot vom Südterminal Vancouver International folgende Flugziele an:
- Terrace-Kitimat
- Prince Rupert
- Smithers

Hawkair bot darüber hinaus Charterflüge zu Zielen in British Columbia und Alberta an.

## Flotte
Mit Stand Juli 2016 bestand die Flotte der Hawkair aus fünf Flugzeugen:
| Flugzeugtyp                   | aktiv | bestellt | Anmerkungen | Sitzplätze |
| ----------------------------- | ----- | -------- | ----------- | ---------- |
| de Havilland Canada DHC-8-100 | 4     |          |             | 39         |
| de Havilland Canada DHC-8-300 | 1     |          |             | 56         |
| Gesamt                        | 5     | –        |             |            |

## Zwischenfälle
- Am 24. April 1997 befand sich eine Bristol 170 Mk.31 der Hawkair (Luftfahrzeugkennzeichen C-FTPA) auf dem 80 Kilometer langen Frachtflug vom Flughafen Wrangell (Alaska) zum Flugplatz Bronson Creek (British Columbia). Bei der Landung bekam die rechte Tragfläche Bodenberührung. Das Flugzeug machte einen Ringelpiez und rauschte in einen Graben. Auslöser war vermutlich der Ermüdungsbruch eines Bolzens in der Fahrwerksaufhängung. Alle drei Besatzungsmitglieder überlebten. Die Maschine wurde irreparabel beschädigt. Es war der letzte Unfall einer Bristol 170, eines Typs, der zuletzt im Jahr 2004 eingesetzt wurde – nach 59 Jahren Betriebszeit.[3]